# Jacques Julien Richard de Laprade
Pour les articles homonymes, voir Laprade.
Jacques Julien Richard de Laprade, né à Montbrison le 11 juin 1781 et mort le 19 octobre 1860 à Aix-en-Provence, est un médecin français et membre de l'Académie des sciences, belles-lettres et arts de Lyon.

## Biographie
Jacques Julien Richard de Laprade nait à Montbrison le 11 juin 1781. Son père, Marin Richard de Laprade, qui signe ses écrits La Prade, est docteur en médecine à l'université de Montpellier, et médecin ordinaire du roi. À la mort prématurée de son père, Laprade travaille comme pharmacien afin de subvenir aux besoins de sa famille.
En 1800, il commence à suivre des cours d’anatomie et de chirurgie, à l’Hôtel-Dieu de Lyon puis à Montpellier. Il soutient sa thèse en 1804, et retourne à Montbrison pour y exercer en tant que médecin. Un an plus tard, il gagne le prix du concours ouvert par la Société de médecine de Bruxelles. Dès 1809, il est membre de la franc-maçonnerie.
Laprade déménage à Lyon avec sa famille en 1815, puis remporte l’année suivante le concours de médecin de l’Hôtel-Dieu de Lyon. Il devient alors une figure importante de la médecine à Lyon, rentrant successivement dans le Conseil de salubrité du département du Rhône, puis enseignant à l’école de médecine de Lyon, où il occupe une chaire jusqu’à la révolution de Juillet. Il donne alors sa démission pour ne pas avoir à prêter serment au pouvoir monarchique et reprend un poste de simple praticien de la médecine.
Il meurt à Aix-en-Provence le 19 octobre 1860, et sera inhumé au cimetière de Montbrison.

### Sociétés savantes
Jacques Julien Richard de Laprade devient membre de l’Académie des sciences, belles-lettres et arts de Lyon le 3 décembre 1816 à la section des Sciences. Il en est le président deux années, en 1823 et en 1830. Il rejoint l’opposition au projet de loi Peyronnet de 1822 contre la liberté de la presse, aux côtés de plusieurs autres académiciens.

## Publications
- Actes de société de médecine de Bruxelles, 1810 p. 179-312.
- Histoire d’une épidémie de fièvre typhoïdes qui a régné en 1812 dans les communes de Margerie, Soleymieux, Saint-Jean de Soleymieus et la Montagne-en-Lavieu, département de la Loire, Compte rendu des travaux de la société de médecine de Lyon (années 1818, 1819, 1820) Lyon : Cutty, 1821.
- Compte rendu des travaux de l’Académie royale des sciences, belles-lettres et arts de Lyon, Lyon : Rusand, 1825.
- Rapport sur un arrêté du conseil général des hôpitaux de Lyon relatif au service médical, Lyon : Marle, 1842.